# آرثر كوك (سياسي)
آرثر كوك (بالإنجليزية: Arthur Cook)‏ هو سياسي أسترالي، ولد في 6 سبتمبر 1883، وتوفي في 10 أبريل 1945. انتخب عضو الجمعية التشريعية فيكتوريا.